# Língua lusoga
‎

LuSoga (soga) é uma língua tonal falada em ‎‎Uganda.  É a língua nativa do povo original da região de Busoga. Em termos de número de falantes, é uma das maiores línguas de Uganda, após o inglês, suaíli, e luganda.  No entanto seus falantes se concentram principalmente na região de Busoga, sul de Uganda sendo o número estimado de mais de 3 ‎milhões de pessoas (2007), localizados principalmente nos arredores do Lago ‎Victoria ao sul, Lago Kyoga ao norte, o Nilo a oeste e o Rio Mpologoma (Leão) a leste do distrito de Iganga. Como se trata de uma língua tonal, o significado da palavra pode mudar dependendo da entonação com que é dita, algumas palavras são diferenciadas por pitch. Palavras pronunciadas da mesma maneira podem mudar o significado de acordo com o pitch. O lusoga é rico em metáforas, provérbios e contos.
‎

## História e desenvolvimento
O lusoga, a língua nativa do povo de Busoga, se desenvolveu como uma língua oral na maior parte de sua história.  Sua forma escrita é recente e se desenvolveu com a chegada dos árabes e missionários e comerciantes europeus.  Foi na segunda metade do século dezenove que o lusoga foi escrito pela primeira vez e começou a ter materiais impressos.
A língua lusoga é muito similar às línguas vizinhas, como luganda ‎e lugwere. Acredita-se que o povo que atualmente habita do sul de Busoga originalmente habitava Buganda quando no século 14th dominou os habitantes locais ‎‎- os luo que haviam migrado de Iteso ao norte, tendo que se mover para o nordeste.
O lusoga é usado em algumas escolas primárias de Busoga ao mesmo tempo em que as crianças começam, a aprender inglês, a língua oficial de Uganda.  Também é ensinada nas escolas secundárias e há cursos disponíveis em instituições de ensino superior tais como a Universidade Busoga e a Universidade Makerere.

## Dialetos
‎Lingüisticamente, o busoga é parte do grupo das línguas bantus.  Originalmente, ‎a língua lusoga compreendia a vários dialetos resultantes da mistura de diferentes povos durante o período de migração, séculos 17 e 18.  Havia tantos dialetos do lusoga que foi difícil chegar a algum acordo sobre qual a pronúncia correta de certas palavras. Por exemplo, o dialeto do norte de Busoga possui um 'H' distinto em seu vocabulário, mas os do sul não o têm.  Busoga foi dividido em duas zonas dialetais principais. Ao norte de ‎‎Busoga, os dialetos lulamogi e lupakoyo são os mais falados. O ‎‎lupakoyo é um pouco similar ao runyoro.  Havia um cinturão de dialetos associados ao runyoro ‎que ia de Bunyoro, passando pela região norte de ‎‎Buganda, e por ‎‎Busoga. Ao sul de Busoga um dialeto conhecido como lutenga tem sido tradicionalmente falado, lembra um pouco o luganda. Dialetos relacionados também são falados nas Ilhas Sesse, Ilha Buvuma e a leste de Buganda.‎
Mas como estabelecimento do Lusoga Language Authority (LULA), o Reino de Busoga ‎promoveu uma língua lusoga padronizada. Foram realizadas várias pesquisas sobre o lusoga bem como a produção de várias obras literárias. Muitas publicações em lusoga podem ser encontradas  no Busoga Cultural Centre Offices library localizado em Nile ‎garden na cidade de Jinja.  Muitos estão disponíveis em livrarias em Busoga ‎e também na capital Kampala assim como outras partes do país. Publicações importantes em lusoga incluem a Bíblia, livros de gramática, ‎lendas, provérbios, estórias e um dicionário lusoga/inglês.

## Escrita
Há uma escrita em alfabeto latino para a língua Soga. Não se usam as letras Q e X;  
Usam-se 25 ditongos com as 5 vogais básicas;
Além das 19 consoantes, usam-se os seguintes grupos de consoantes: Bw, Dh, Gh, Gw, Kw, Ky, Mb, Mw;  Nd, Ndw, Nf, Nh, Nhw, Nw, Nk, Nkw;  Th, Ty, STw, Hy, Sy, Zw, Zy

## Gramática e vocabulário
‎Em comum com outras línguas bantus tonais, o lusoga possui um sistema de classes substantivos na qual prefixos marcam o gênero da palavra. Pronomes, adjetivos, e verbos refletem o gênero do substantivo dos nominais aos quais se referem. Alguns exemplos de classes substantivas: ‎

### Prefixos possessivos
‎Nas línguas bantus faladas na área do Lago Victoria em Uganda, os substantivos são indicados principalmente por prefixos variáveis: seres humanos são indicados pelos prefixos ba- (plural), e mu- (singular), e o nome de um país por Bu-.
- mu - perssoa (singular), e.g. musoga = nativo de Busoga
- bu - terra, e.g Busoga = terra dos basoga.
- lu - língua, e.g. Lusoga = a língua dos basoga.
- ba - povo, e.g. Basoga = o povo de Basoga.
- ki – fantasias ou tradições, e.g. kisoga = descreve a tradição religiosa  ou cultura do povo basoga.

### Pronomes reflexivos
- Nze – mim
- Iwe/Imwe – ti

### Pronomes sempre juntos ao verbo
- N  – I
- O  – Você
- A  – Ele/ela
- Tu – Nós
- Mu – Vocês
- Ba – Eles

### Demonstrativos
- Wano – Aqui
- Kino – Esse (coisa)
- Ono  – Esse(pessoa)
- Oyo  – Este (pessoa)
- Bino – Estes (coisas)

### Interrogativos
- Ani   –  Quem
- Ki    –  O que
- Lwaki -  Por que?
- Tya   –  Como?

## Cumprimentos
As saudações em lusoga são feitas da mesma forma que nos países ocidentais. No entanto possuem uma natureza mais informal que no Ocidente, sua forma depende do período do dia  e do tempo transcorrido desde o último contato com o cumprimentado. 
O diálogo seguinte ilustra uma forma simples de se cumprimentar alguém do mesmo nível ou um idoso de uma maneira respeitosa:
Pessoa A:
Wasuzotya (osiibyotya) ssebo (nnyabo)?  – Como dormiu? (Como foi seu dia?) senhor/senhora?
Pessoa B:
Bulungi, wasuzotya (osiibyotya) ssebo (nnyabo)?  – Bem, Como dormiu? (Como foi seu dia) senhor/senhora? – Bem, Como dormiu? (Como foi seu dia) senhor/senhora?
Pessoa A:
Bulungi ssebo (nnyabo) – Bem senhor/senhora
A natureza pessoal dos cumprimentos se dá quando o indivíduo que está sendo cumprimentado opta por responder a questão ao invés de simplesmente responder que vai bem. É como ser perguntado "Como vai?" e responder "Como vai?" No entanto, em lusoga, o indivíduo sendo cumprimentado é livre para entrar em pequenos detalhes ao dar uma resposta a uma saudação.  
Além disso, a simples eliminação do senhor/senhora pode gerar o mesmo efeito que em português. O diálogo acima apenas se torna uma saudação a uma pessoa devido ao fato de que algumas palavras podem ser um misto de muitas outras e.x "Wasuzotya" é a combinação do prefixo regular (Wa - você), a palavra (sula - dormir), e o sufixo singular (otya – como fez?) falada como uma com uma forma plural que subsequentemente se torna "Mwasuze mutya" que é composta de duas palavras distintas derivadas de dois prefixos plurais, a palavra, e a forma plural do sufixo. Às vezes é impossível não separar a forma plural.

### Introduções
- Ninze Nankwanga – Eu sou Nankwanga

### Alguns verbos comuns
Para conjugar um verbo basta remover o ‘oku’ e substituí-lo pelo pronome necessário ex. n, o, a, tu, mu, ba.
- Exemplo: 
  - okukola – trabalhar/fazer,
    - nkola – eu trabalho/faço,
    - okola – você trabalha/faz,
    - akola – ele/ela trabalha/faz,
    - tukola – nós trabalhamos/fazemos,
    - mukola – vocês trabalham/fazem,
    - bakola – eles trabalham/fazem.

- Okukola    – trabalhar/fazer,
- Okusoma    – ler/estudar
- Okunhwa    – beber
- Okulya     – comer (Atenção, o exemplo acima nem sempre funciona com todas as formas de palavras, pois alguns verbos  são irregulares e.x  o singular de aqui é Ndya.  que no entanto significa começar)
- Okutambula – andar
- Okuvuga    – dirigir/caminhar
- Okusobola  – ser capaz de
- Okutwala   - levar
- Okuseka    - rir

### Números
| 1 - 10      | 11 - 19              | 20 - 29             | 30 - 39             | 40 - 49         |
| ----------- | -------------------- | ------------------- | ------------------- | --------------- |
| 1 – Ndala   | 11 – Ikumi na ndala  | 20 – Abiri          | 30 – Asatu          | 40 – Ana        |
| 2 – Ibiri   | 12 – Ikumi na ibiri  | 21 – Abiri na ndala | 31 – Asatu na ndala | 41 – Ana mu emu |
| 3 – Isatu   | 13 – Ikumi na isatu  | 22 – Abiri na ibiri |                     |                 |
| 4 – Ina     | 14 – Ikumi na ina    |                     |                     |                 |
| 5 – Itaanu  | 15 – Ikumi na itaanu |                     |                     |                 |
| 6 – Mukaga  | 16 – Ikumi na mukaga |                     |                     |                 |
| 7 – Musanvu |                      |                     |                     |                 |
| 8 – Munana  |                      |                     |                     |                 |
| 9 – Mwenda  |                      |                     |                     |                 |
| 10 – Ikumi  |                      |                     |                     |                 |

Aprendendo a contar de 1 a10 e 20, 30, 40, o resto será fácil, basta juntar um número a outro.
| 50 - 99     | 100+                  |
| ----------- | --------------------- |
| 50 – Ataano | 100 – Kikumi          |
| 60 – Nkaga  | 110 – Kikumi na ikumi |
| 70 – Nsanvu |                       |
| 80 – Kinana |                       |
| 90 – Kyenda |                       |

### Dizendo as horas
Dizer as horas em lusoga se dá de uma maneira diferente de como o fazemos em português, pois as horas da escuridão correspondentes a PM também inclui as primeiras horas da manhã. Você acorda às 6:00 am enquanto um musoga acordando no mesmo momento diria "essawa erii ikumi na ibiri munkyo (são 12 da manhã)".  Essencialmente, o número representando a hora atual é escondido atrás de seis. O tempo é dito se usando a palavra  ‘essaawa’, e.x., essaawa ndala – 7 horas.

### Comida
- Comida     – Emmere
- Açícar    – Sukaali
- Café  – Kaawa
- Leite     – Amata
- Galinha  – Nkoko
- Colher de chá – Kajiiko
- Prato    – Sowaani
- Caçarola – Sefuliya
- Copo      – Kikopo

### Frases gerais e vocabulário
- Quanto?(preço)           - Ssente imeka
- Quarto          – ekisenge
- Mesa             – Meeza
- Casa              – Enhumba
- Cozinha           – Eifumbiro
- Porta              – Olwiggi
- Cadeira             – Entebe
- Espere!              – Linda!
- Viagem       – Olugendo
- Saia            – Fuluma
- Amanhã           – Olwaidho
- Devagat               – Mpola
- Rápido              – Mangu
- Senhor                 – Mwami
- Senhora               – Mukyala
- Meu amigo!         – Munange!
- Meus amigos!        – Banange!
- Debaixo                - Wansi/Ghansi
- Tio                     - Senga
- Pessoa                 -Omuntu
- Homem               - Omusaiza/omusaadha
- Mulher                 - Omukazi
- Criança                -Omwaana
- Pessoa branca         -Omuzungu
- Lâmpada                  - Eitaala
- Lua/mês                   - Omwezi

## Bibilografia
- Fallers, Margaret Chave (1960) The Eastern Lacustrine Bantu (Ganda and ‎‎Soga). Ethnographic survey of Africa: East central Africa, Vol 11. London: ‎‎Onternational African Institute.‎
- Van der Wal, Jenneke (2004) Lusoga Phonology. MA Thesis, Leiden ‎University.‎
- Cohen, David William (1970). A survey of interlacustrine chronology. The ‎Journal of African History, 1970, 11, 2, 177-202.‎
- Cohen, David William (1986). Towards a reconstructed past : Historical texts from ‎‎Busoga, Uganda. Fontes historiae africanae. Oxford: ‎Oxford University Press.‎
- Fallers, Lloyd A (1965)  Bantu Bureaucracy - A Century of Political evolution ‎among the Basoga of Uganda. Phoenix Books, The University of Chicago.‎